# Age quod agis
Age quod agis è una locuzione latina che tradotta letteralmente significa Fai [bene] quanto stai facendo.
In maniera metaforica la frase costituisce un richiamo a interpretare correttamente il presente, che solo è in nostro possesso e dal quale dipende l'avvenire.